# 沃西翁
沃西翁（Wauseon）是美国俄亥俄州吉奥格县一个城市，是吉奥格县的县城。 2010年人口普查时人口为7,332人。 它是以沃西翁命名的，这是在州成立之前居住在该地区的波多沃米人王族。

## 历史
县内第一个法庭是奥托基，因为它在县内的中心位置; 一座木制法院建于1851年。当铁路延伸到这里时，1854年沃西翁被规划建设。 该村于1859年成立。随着铁路带给沃西翁的商业成功，1871年被指定为县城。富尔顿县法院建于1872年。